# Magdeburger Weihnachtsmarkt

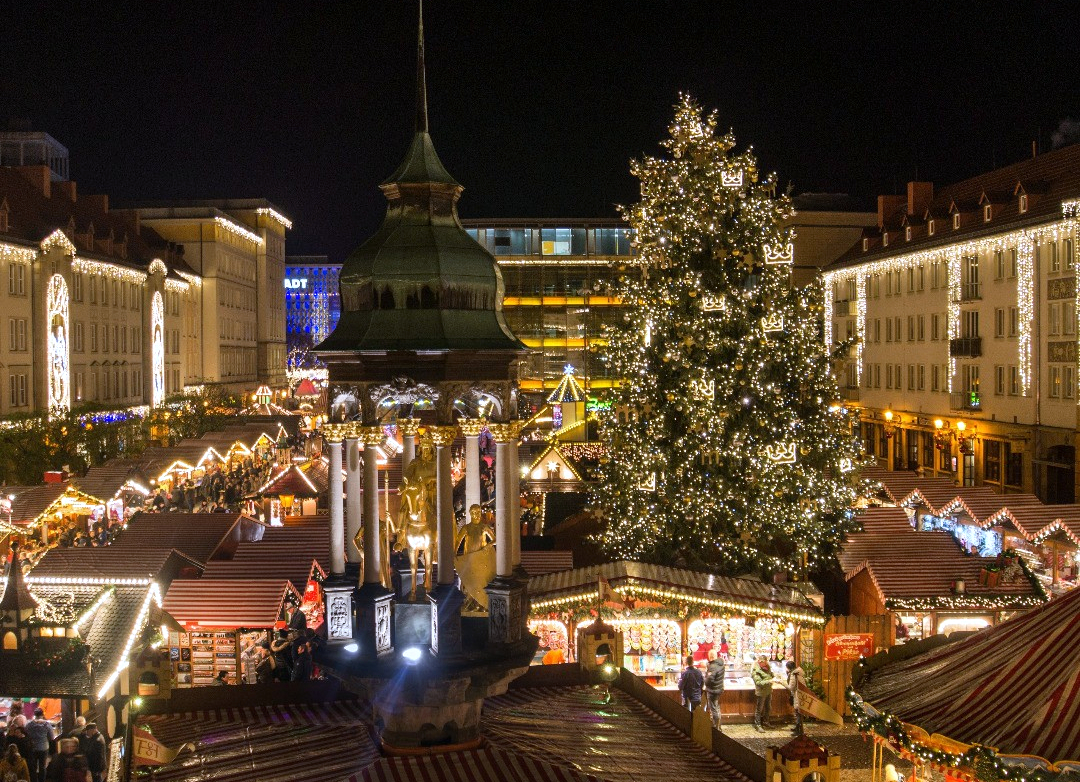
Weihnachtsmarkt Magdeburg

Der Magdeburger Weihnachtsmarkt findet jedes Jahr in der sachsen-anhaltischen Landeshauptstadt Magdeburg auf dem Alten Markt vor der Kulisse des Alten Rathauses, der Johanniskirche und des Magdeburger Reiters statt. Er beginnt am Montag nach Totensonntag und dauert bis zum 30. Dezember. Über zwei Millionen Menschen besuchen jährlich die rund 160 Buden auf dem Weihnachtsmarkt. Darunter befinden sich etwa 50 Händler mit verschiedenen Angeboten, fast ein Dutzend Glühweinhütten, über 50 Imbissstände und etwa 16 Schaustellerbetriebe.

## Geschichte
Der Magdeburger Weihnachtsmarkt geht auf eine spätmittelalterliche Verkaufsmesse zurück, welche den Magdeburgern die Möglichkeit gab, sich vor dem Winter mit Nahrungsmitteln einzudecken. In der Mitte des 20. Jahrhunderts wurde er dann zu einem vorweihnachtlichen Brauch. Zu Beginn fand er im Bereich des Alten Markts statt. Nach der Bombardierung 1945 verlegte man ihn in die Leiterstraße. In den 1970er Jahren wurde er wieder zum Alten Markt und ebenfalls zum Zentralen Platz zurück verlegt. Nach der Bebauung des Zentralen Platzes 1995 mit dem Allee-Center findet er seitdem nur noch auf dem Alten Markt statt.
Bei einem Anschlag am 20. Dezember 2024 fuhr ein Mann mit einem Auto absichtlich durch die Menschenmenge auf dem Weihnachtsmarkt. Dabei kamen sechs Personen zu Tode, etwa 300 Menschen wurden verletzt, davon 41 schwer. Die laufende Saison des Weihnachtsmarktes wurde daraufhin vorzeitig beendet, regulär wäre am 29. Dezember der letzte Tag gewesen. Die Motive und Hintergründe der Tat und des mutmaßlichen Täters, eines in Deutschland lebenden und berufstätigen Psychiaters aus Saudi-Arabien, sind Gegenstand von Ermittlungen.

## Kulinarisches
Neben den gewöhnlichen nationalen Speiseangeboten auf dem Weihnachtsmarkt findet man ebenso lokale Spezialitäten, wie zum Beispiel den Magdeburger Grünkohl (auch Braunkohl), welcher in der Börde meist mit Bregenwurst oder Kasseler zubereitet wird. Nach einem Rezept von 1924 wird der Lemsdorfer Lümmel von einer Fleischerei in Magdeburg hergestellt. Ebenfalls beliebt ist die traditionelle Glühweinkultur Magdeburgs.

## Attraktionen

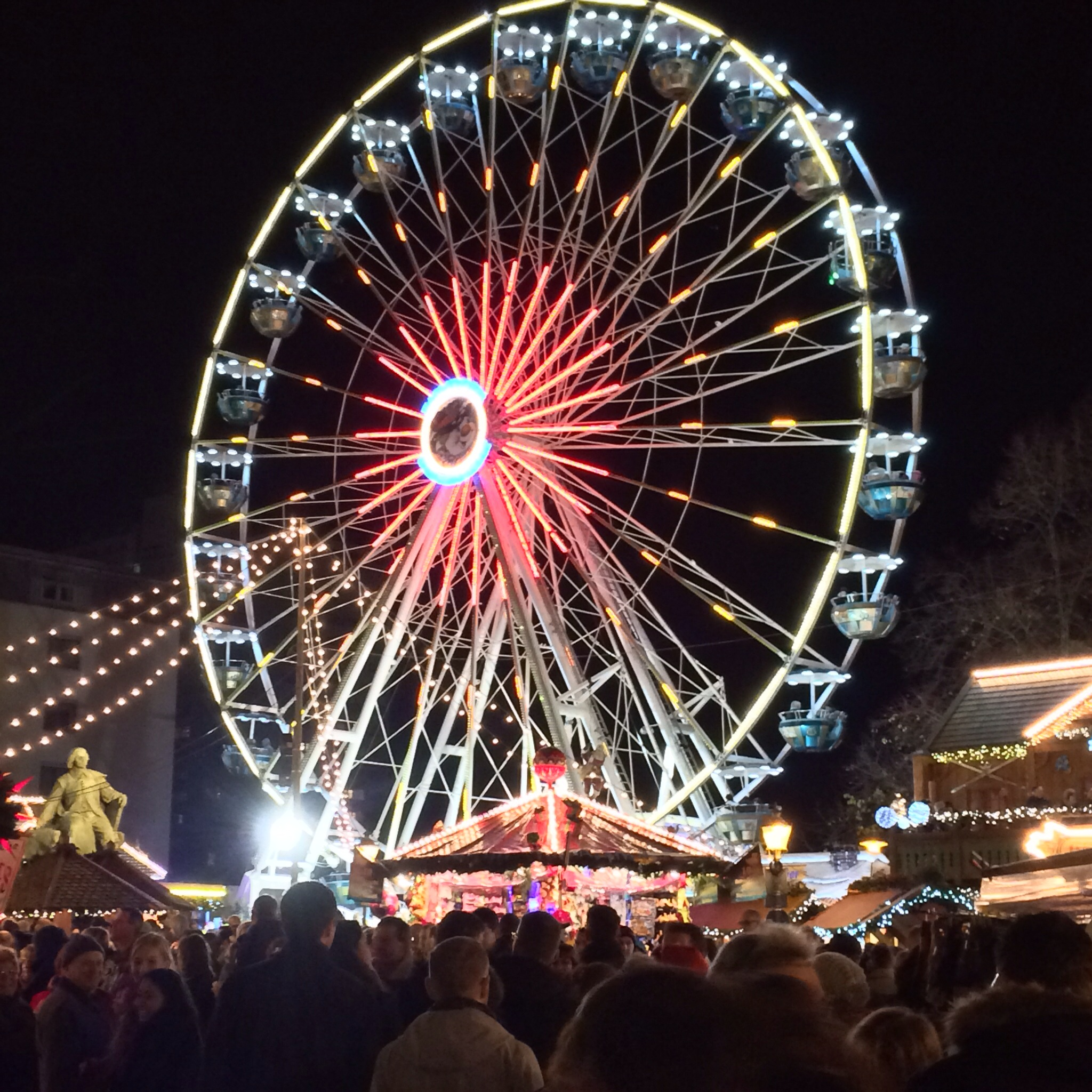
Riesenrad

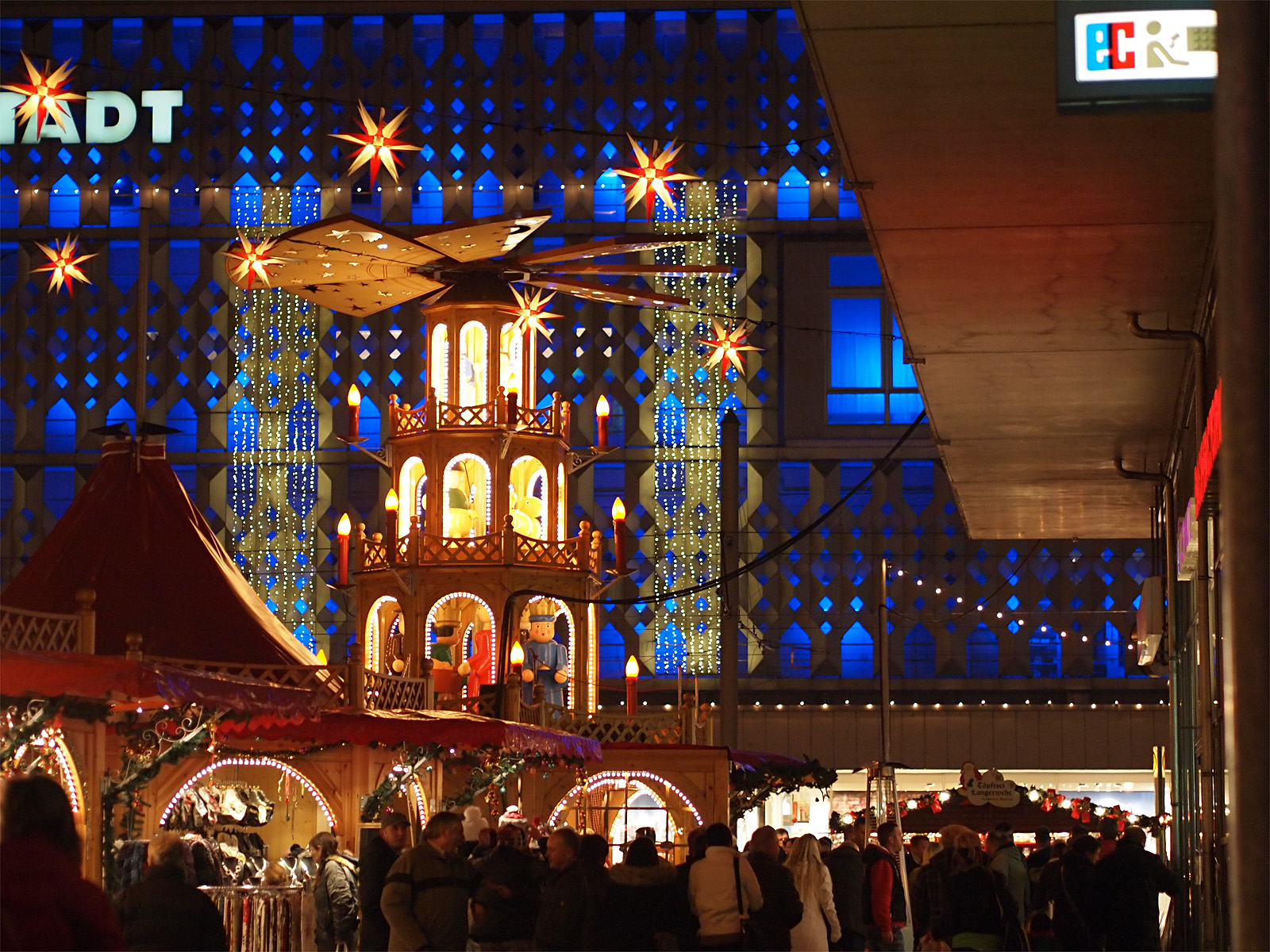
Die markante Weihnachtspyramide

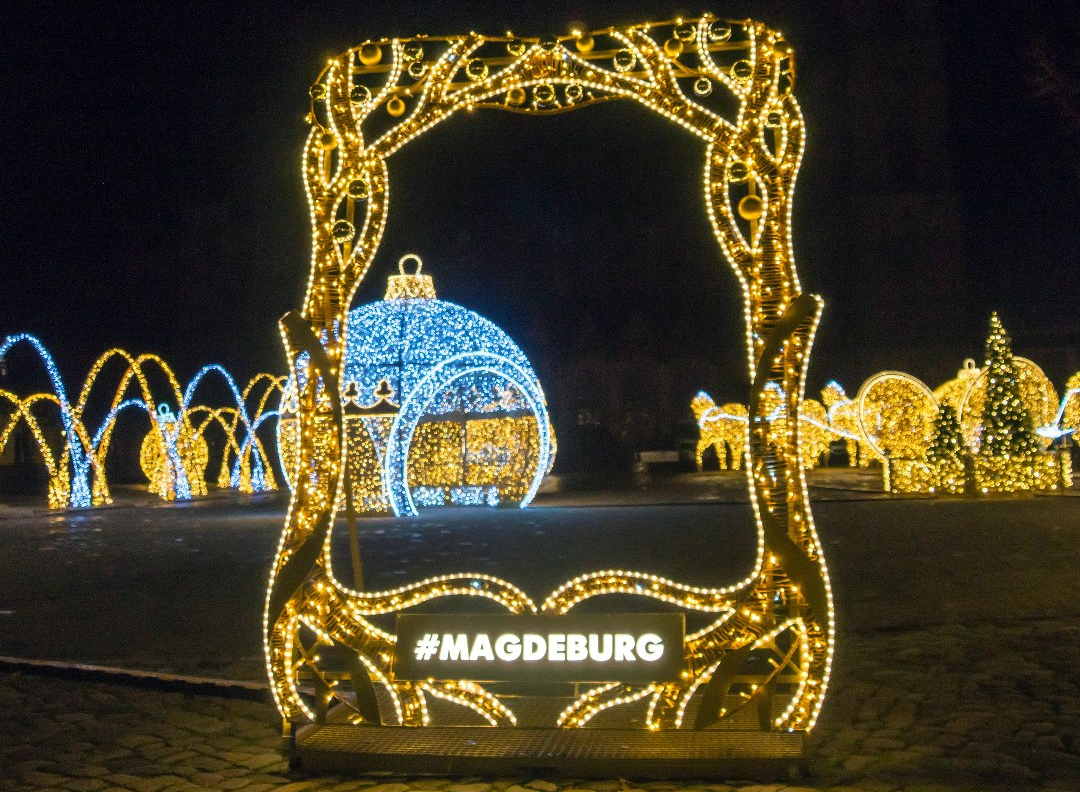
Ein Teil der Lichterwelt

Das jährlich links neben dem Rathaus aufgestellte Riesenrad überragt mit seinen 38 Metern Höhe und 26 Gondeln die anderen Schaustellerbuden. Ebenfalls erwähnenswert ist die Weihnachtspyramide des Marktes mit ihren 8,50 m Höhe und einer 7,50 m breiten Empore für Musiker. Unter den handgeschnitzten Figuren werden Glühwein und Ähnliches verkauft. Im Jahr 2015 und 2016 befand sich darüber hinaus auf dem Ratswaageplatz der City-Skyliner, der höchste mobile Aussichtsturm der Welt.
An der Hartstraße besteht seit Jahren die sogenannte Nordische Meile, die Angebote aus Skandinavien zeigt. Neben Glögg und Fellen gibt es Elchwurst und Elchplastiken, nordisches Handbrot und schwedische Fellsocken zu erwerben.
Seit 2007 kann man auf dem Magdeburger Weihnachtsmarkt eine Weihnachtskrippe sehen. Sie entstand aus einer Initiative von Karstadt, dem Allee-Center, der IG Innenstadt und der Agentur Paganini. An der Krippe wird jedes Jahr auch für Menschen in Not gesammelt.
Eine der größten Attraktionen ist der Historische Weihnachtsmarkt, rechts neben dem Alten Rathaus. Dort anzutreffen sind diverse mittelalterliche Attraktionen. 2010 wurde eine Fass-Sauna dort aufgestellt, in der man bei eisigen Temperaturen im warmen Wasser baden kann.
Eine Attraktion für Kinder ist die traditionelle Märchengasse. Sechs Geschichten werden dort nachgestellt, auf Knopfdruck erweckt man die Figuren zum Leben. Eine weitere ist das Puppenspiel der Freien Puppenbühne Magdeburg.
Nicht direkt auf dem Weihnachtsmarkt, aber auf der anderen Straßenseite gelegen am Allee-Center befindet sich die Eislaufbahn „Winterfreuden on Ice“. Die 450 m2 große, täglich geöffnete Bahn bietet Pagodenzelte, italienische Spezialitäten, einen Schlittschuhverleih, Eisstockschießen und „After Work Partys“.
2019 wurde der Weihnachtsmarkt nach einem neuen Lichtkonzept mit 1,1 Millionen LED-Lichtpunkten, 320 geschmückten Laternen und 60 Großelementen gestaltet.

## Trivia
- Am 26. Dezember 2012 wurde Deutschlands längstes Weihnachtslied auf dem Markt von Künstlern, Prominenten und der Weihnachtsmarkt-Band aufgeführt. Entstanden ist das Lied durch eine Initiative der Volksstimme. Auf der Melodie des Weihnachtsliedes Kling, Glöckchen, klingelingeling dichteten Leser der Volksstimme über 920 Strophen.[4]
- Jährlich wird auf dem Weihnachtsmarkt ein Glühwein-König gekürt.